# Соколовићи (Соколац)
Соколовићи су насељено мјесто у општини Соколац, Република Српска, БиХ. Према попису становништва из 1991. у насељу је живјело 80 становника.

## Историја
У Соколовићима је рођен државник Османског царства српског поријекла, једно вријеме и велики везир Османског царства, као и учитељ синова султана Сулејмана Величанственог, Лала Кара Мустафа- паша, рођак Мехмед-паше Соколовића.
Овде се налази Црква великомученика Георгија у Соколовићима.

## Становништво
Према попису становништва 1991. године мјесна заједница Соколовићи је имала 864 становника, док је само насељено мјесто Соколовићи имало 80 становника. Национални састав насељеног мјеста Соколовићи био је стопостотно Српски.
У табели је приказан број становника према годинама за насељено мјесто Соколовићи.
| Демографија | Демографија | Демографија |
| Година      | Становника  | Становника  |
| ----------- | ----------- | ----------- |
| 1948.       | 233         |             |
| 1953.       | 195         |             |
| 1961.       | 165         |             |
| 1971.       | 149         |             |
| 1981.       | 120         |             |
| 1991.       | 80          |             |
| 2013.       | 26          |             |

У табели је приказана етничка структура становништва од 1961. године за насељено мјесто Соколовићи.
| Националност        | 1961. | 1971. | 1981. | 1991. | 2013. |
| ------------------- | ----- | ----- | ----- | ----- | ----- |
| Срби                | 164   | 149   | 120   | 80    | 26    |
| Муслимани*/ Бошњаци | 1     | 0     | 0     | 0     | 0     |
| Хрвати              | 0     | 0     | 0     | 0     | 0     |
| Југословени         | 0     | 0     | 0     | 0     | 0     |
| Остали и непознато  | 0     | 0     | 0     | 0     | 0     |
| Укупно:             | 165   | 149   | 120   | 80    | 26    |

* Модалитет Муслимани употребљавао се закључно са пописом становништва из 1991. године.